# Pieczęć cylindryczna

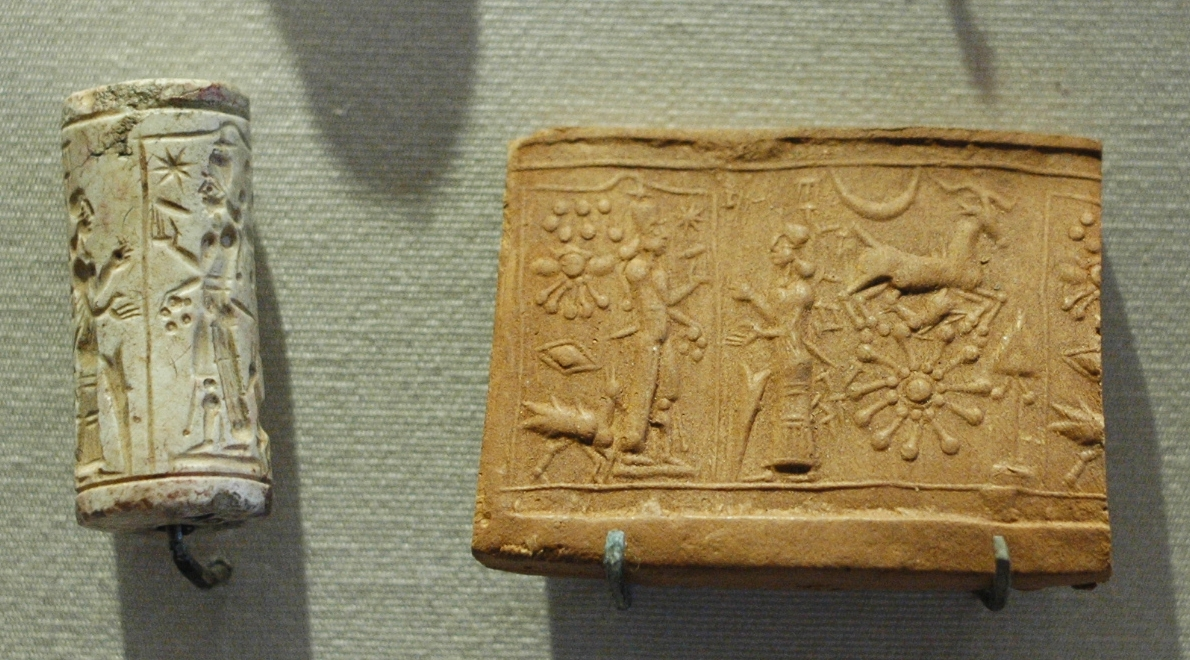
Pieczęć cylindryczna z terenów Mezopotamii, przedstawiająca m.in. boga Szamasza

Pieczęć cylindryczna – pokryty rytym wzorem cylinder, który przesuwano po tabliczce z wilgotnej gliny, uzyskując w ten sposób odbicie w postaci powtarzającego się wzoru (bardzo często sceny z życia codziennego). Były one używane w Mezopotamii i innych częściach Bliskiego Wschodu od IV do I tysiąclecia p.n.e. Liczne odnalezione pieczęcie pozwoliły uzyskać dużą wiedzę o życiu w tamtych czasach.

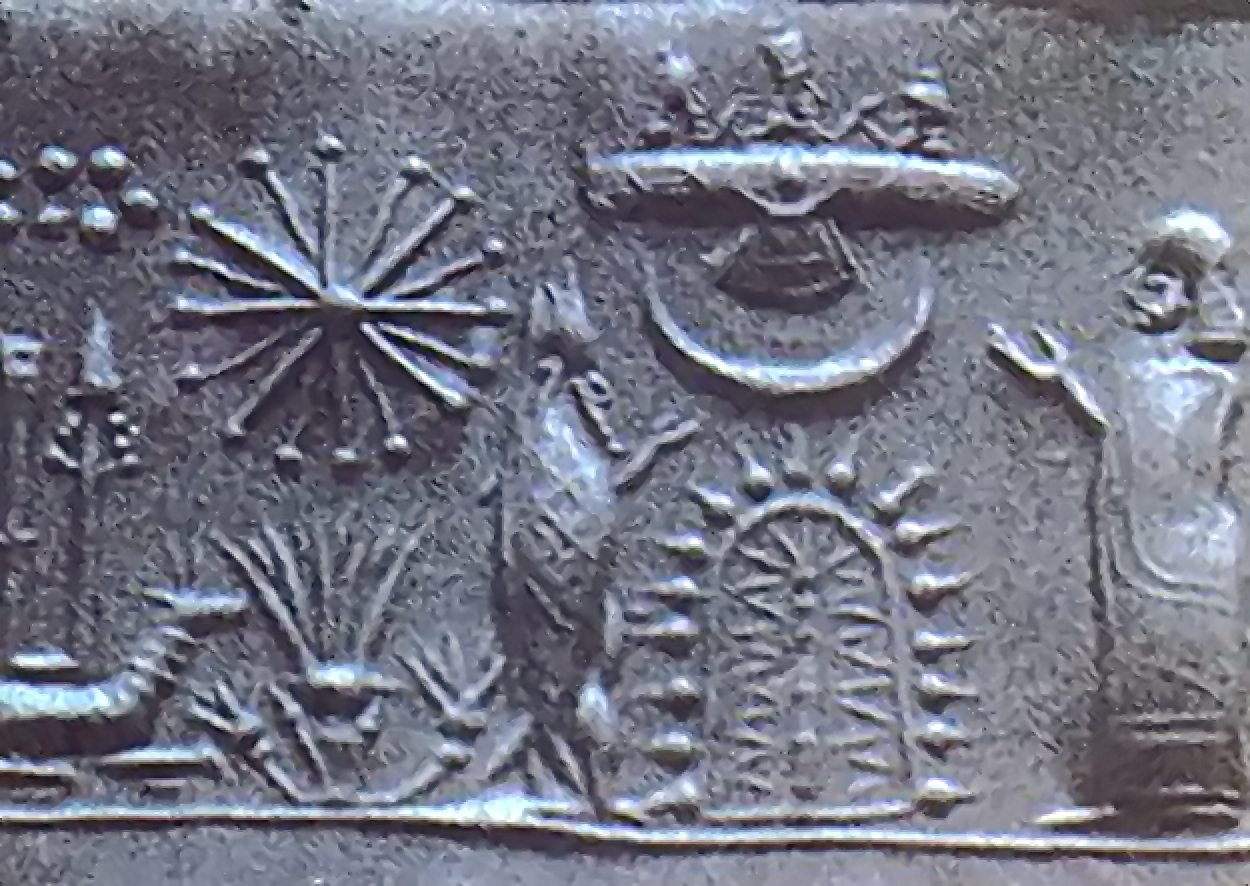
Anunnaki